# Armoriale dei comuni della provincia di Macerata
Questa pagina contiene le armi (stemmi e blasonature) dei comuni della provincia di Macerata.
| Stemma                                                 | Comune e blasonatura | Gonfalone e bandiera |
| ------------------------------------------------------ | --- | -------------------- |
|                                                        | Apiro |                      |
|                                                        | Appignano D'argento, al pino d'Italia, sradicato, con la chioma di verde e il tronco e le radici al naturale, il tronco attraversato dalla lista bifida e svolazzante di azzurro, caricata dal motto, in lettere maiuscole di nero, Alta Pinus. D.P.R. del 30 agosto 2000 Gonfalone: drappo di azzurro… |                      |
| Versione in uso dello stemma civico                    | Belforte del Chienti D'argento, a tre fasce di rosso. Gonfalone: drappo partito di bianco e di rosso… |                      |
| Versione aulica dello stemma civico                    | Bolognola Gonfalone: drappo troncato di bianco e di rosso… |                      |
| Stemma nella versione sannitica                        | Caldarola Gonfalone: drappo di bianco… |                      |
|                                                        | Camerino Di rosso, alle tre casette di argento, poste due, una, finestrate di due di nero, ordinate in fascia, chiuse dello stesso. Ornamenti esteriori da Città. D.P.R. del 28 luglio 2005 Gonfalone: Drappo di bianco con la bordatura di rosso… D.P.R. del 28 luglio 2005 |                      |
|                                                        | Camporotondo di Fiastrone D'azzurro, al leone di San Marco, d'oro, tenente con la zampa anteriore destra il libro dei Vangeli, ritto, d'argento, con cinque borchie d'oro, poste due, una, due, chiuso con due fermagli dello stesso, con il taglio apparente, leone e libro sostenuti dalla pianura di argento. D.P.R. del 20 dicembre 1996 Gonfalone: Drappo di giallo… |                      |
| Stemma nella versione aulica                           | Castelraimondo Gonfalone: drappo di azzurro… |                      |
|                                                        | Castelsantangelo sul Nera D'argento, alla torre di due palchi di rosso, murata di nero, merlata alla guelfa, il palco inferiore aperto del campo e merlato di tre, quello superiore merlato di cinque e sostenente l'angelo di carnagione, in maestà, vestito di azzurro, con le ali dello stesso, aureolato e capelluto d'oro, impugnante con la mano destra la spada d'oro, posta in sbarra. D.P.R. del 6 giugno 1988 |                      |
|                                                        | Cessapalombo Gonfalone: drappo di azzurro… |                      |
|                                                        | Cingoli Di rosso, al tasso al naturale, nodrito sulla punta di un monte all'italiana di tre cime, 2, 1, movente dalla punta, il tutto al naturale; l'albero sostenuto da due cervi di argento, affrontati e controrampanti. Motto: Esto Cingulum Nostrum. D.C.G. del 20 aprile 1928 |                      |
| Stemma nella versione sannitica                        | Civitanova Marche Gonfalone: drappo partito di rosso e di giallo… |                      |
|                                                        | Colmurano Di rosso ad un albero d'ulivo d'oro, nodrito sulla vetta centrale di un monte all'italiana d'argento e sormontato da una crocetta patente dello stesso. D.P.R. del 19 febbraio 1979 Gonfalone: drappo di bianco… |                      |
|                                                        | Corridonia D.P.R. del 18 ottobre 1973 Gonfalone: drappo partito di rosso e di verde… |                      |
|                                                        | Esanatoglia Gonfalone: Drappo palato di verde, di bianco e di rosso… |                      |
|                                                        | Fiastra Gonfalone: drappo di azzurro… |                      |
|                                                        | Fiuminata Gonfalone: Drappo partito di bianco e di azzurro… |                      |
|                                                        | Gagliole |                      |
|                                                        | Gualdo D'argento ad un gallo al naturale, rivolto, crestato e barbigiato di rosso, fermo sulla vetta centrale di tre monti all'italiana di verde; il cantone sinistro del capo è caricato da una cometa d'oro in palo. D.P.R. del 26 febbraio 1982 Gonfalone: drappo partito di giallo e di verde… |                      |
|                                                        | Loro Piceno D'azzurro, al castello d'argento, murato, aperto, finestrato del campo, sostenente l'albero di verde, fruttato di sei d'oro, le due torri merlate alla guelfa di cinque, la parte centrale del castello merlata alla guelfa di otto, accompagnato in punta dal cherubino d'oro. Ornamenti esteriori di comune. D.P.R. del 18 luglio 1984 Gonfalone: Drappo partito di bianco e d'azzurro, riccamente ornato di ricami d'argento e caricato dello stemma sopradescritto con l'iscrizione centrata in argento: comune di Loro Piceno. |                      |
|                                                        | Macerata Di rosso inquartato da due filetti di nero nel 1° e 4° alla croce patente d'argento; nel 2° e 3° alla mola pure d'argento D.P.C.M. del 17 giugno 1941 Gonfalone: Drappo inquartato: nel primo e nel quarto di bianco; nel secondo e terzo di rosso… Bandiera: Drappo partito di bianco e di rosso caricato dello stemma comunale sulla partizione… |                      |
|                                                        | Matelica Di rosso alla croce piena d'argento.Ornamenti esteriori da Città. Decreto 10 novembre 1932 Gonfalone: drappo di bianco… |                      |
|                                                        | Mogliano D'azzurro, al torrione d'oro, chiuso e murato di nero, merlato di sei alla guelfa, cimato dalla torretta d'oro, finestrata e murata di nero, merlata di tre alla guelfa, il merlo centrale della torretta cimato dalla crocetta latina, di rosso. Ornamenti esteriori da Comune. D.P.R. del 7 marzo 2005 Gonfalone: Drappo inquartato di bianco e di rosso… |                      |
|                                                        | Monte Cavallo Gonfalone: drappo di azzurro… |                      |
|                                                        | Monte San Giusto D'azzurro a tre sbarre di rosso. Ornamenti esteriori di Comune. Gonfalone: drappo tagliato di azzurro e di rosso… |                      |
|                                                        | Monte San Martino Gonfalone: drappo di bianco… |                      |
|                                                        | Montecassiano D'azzurro, a cinque monti di verde, moventi dalla punta, il centrale cimato da una croce latina d'oro, accostata da due stelle dello stesso. R.D. del 4 febbraio 1930 Gonfalone: drappo di rosso… |                      |
| Stemma nella versione aulica                           | Montecosaro Gonfalone: drappo partito di rosso e di giallo… |                      |
| Stemma nella versione sannitica                        | Montefano Gonfalone: Drappo di rosso… |                      |
| Altra versione dello stemma                            | Montelupone Gonfalone: Drappo partito di rosso e di giallo… |                      |
| Stemma nella versione sannitica                        | Morrovalle Gonfalone: Drappo di rosso… |                      |
| Stemma nella versione aulica                           | Muccia |                      |
| Stemma precedentemente in uso                          | Penna San Giovanni Di rosso, ai tre colli all'italiana, d'oro, fondati in punta, uniti, il colle centrale più alto e più largo, sostenente la figura di San Giovanni Battista, di carnagione, in maestà, nimbato d'oro, capelluto e barbuto di nero, parzialmente vestito con la pelle di capra, di nero, posta in sbarra alzata, tenente con la mano sinistra la croce tipica del Battista, d'oro, ornata dal nastro ondeggiante, di azzurro, essa croce posta in sbarra alzata e poggiante sul colle centrale, i colli laterali cimati da due grandi penne di argento, con la penna di destra posta in banda alzata, quella di sinistra posta in sbarra alzata. D.P.R. n. 5972 del 5 agosto 1991 Gonfalone: drappo rettangolare di azzurro… |                      |
|                                                        | Petriolo Troncato: nel PRIMO, d'azzurro, al leone di San Marco, d'oro, nimbato, con tre zampe poste sulla linea della partizione, e tenente con la zampa anteriore destra la spada dello stesso, posta in palo, e il libro dei Vangeli, appoggiato alla linea della partizione, aperto, d'argento, recante la scritta, in lettere maiuscolo di nero, sulla prima pagina, in quattro righe Pax Tibi Marce, sulla seconda pagina, in quattro righe, Evangelista Meus; nel SECONDO, di rosso, a tre rombi d'oro posti due, uno. Ornamenti esteriori da Comune. D.P.R. del 6 aprile 1987 Gonfalone: drappo di bianco… |                      |
|                                                        | Pieve Torina Gonfalone: drappo di bianco ai due bordi ristretti verticali di azzurro… |                      |
| Stemma nella versione sannitica                        | Pioraco Scudo in campo rosso con al centro un gambero al color naturale. Contornato da due bandiere, una bianca e l'altra azzurra, con armi, corazze e insegne dell'antica Roma, con la scritta: prolaqueo stazio militaris romana e solertiae signum. Gonfalone: Drappo partito di bianco e di azzurro… |                      |
|                                                        | Poggio San Vicino |                      |
| Stemma nella versione aulica                           | Pollenza Gonfalone: drappo partito di azzurro e di bianco… |                      |
| Versione precedente                                    | Porto Recanati Stemma dal 2015: troncato di cielo e di azzurro, alla torre attraversante [Castello Svevo], fondata in punta, d'oro, murata di nero, chiusa dello stesso, merlata alla ghibellina di sei, unita a destra e a sinistra a due cortine di muro, uscenti dai fianchi e fondate in punta, d'oro, murate di nero, merlate alla ghibellina, ognuna di quattro, essa torre caricata sotto i beccatelli dalla lastra di marmo rettangolare, di rosso, sopracaricata dal leone d'oro afferrante con la zampa anteriore destra la spada posta in sbarra alzata, dello stesso e accompagnata da due barche a vela, una a destra, una a sinistra, rivoltate, sostenute dalla linea di partizione, con lo scafo di legno al naturale e le vele d'argento. Sotto lo scudo, su lista bifida e svolazzante di azzurro, il motto, in lettere maiuscole di argento, FORTITER ET FIDENTER. Ornamenti esteriori da Città. Gonfalone: drappo di bianco con la bordatura di azzurro… Concessione di stemma e gonfalone D.P.R. del 10 febbraio 2015 Versione precedente: in campo di cielo alla cortina di muro al naturale uscente dai fianchi, merlata alla ghibellina, di otto e turrita al centro; essa torre merlata di cinque, finestrata, chiusa e recante il leone d'oro rampante con la spada brandita nella zampa anteriore e che partisce a mezzo il mare fluttuoso solcato da sei imbarcazioni a vela latina, tre su ogni fianco. Gonfalone: Riproduce lo stemma dell'Ente, su fondo azzurro, sormontato dalla scritta "Comune di Porto Recanati", e sovrastante un ramo di quercia ed uno di alloro legati da un nastro rosso, ed un intreccio floreale in oro, che si protendono dal basso a contornare i fianchi laterali dello scudo. Sullo stemma è scritto il motto Fortiter et Fidenter. | Versione precedente  |
| Stemma aulico precedentemente in uso                   | Potenza Picena |                      |
| Stemma in uso Stemma in versione sannitica             | Recanati Di rosso al leone d'oro rampante con la spada brandita nella zampa anteriore destra e timbrato da una corona nobialiare; il tutto timbrato da una corona decorata di principe; nella parte inferiore la scritta di nero su fondo oro Justissima Civitas Recineti. Gonfalone: Drappo di colore bianco, presenta la forma di drappo quadrangolare terminante in basso con due punte, bordato da guarnizioni e frange dorate; nella parte superiore reca la scritta "Città", nella parte inferiore "di Recanati", al centro è riprodotto lo stemma comunale. Il drappo è sospeso mediante un bilico mobile ad un'asta completata in punta da una freccia. |                      |
|                                                        | Ripe San Ginesio |                      |
| Stemma in uso, ma non corretto                         | San Ginesio Gonfalone: drappo partito di bianco e di rosso… |                      |
|                                                        | San Severino Marche Di rosso, alla facciata di chiesa munita ai lati di due torri, merlate alla guelfa, il tutto d'argento. Ornamenti esteriori da Città. D.P.C.M. del 9 agosto 1961 Gonfalone: Drappo di rosso e di bianco… Bandiera: La bandiera del comune è bicolore, rossa e bianca a due bande verticali di uguali dimensioni, con il rosso all'asta ed il bianco al battente. |                      |
| Stemma in forma sannitica                              | Sant'Angelo in Pontano Un angelo che brandisce, con la mano destra alzata, una spada ed impugna con la sinistra una bilancia, sovrastante un ponte a tre archi. Gonfalone: drappo di azzurro… |                      |
|                                                        | Sarnano Partito: nel primo, di rosso, alla croce d'argento; nel secondo, di azzurro, al serafino d'oro; il tutto al capo di verde, caricato dai tre gigli ordinati in fascia, d'oro. D.P.R. del 6 aprile 1987 Gonfalone: drappo di bianco… |                      |
|                                                        | Sefro Semipartito troncato: a) d'argento alla croce di nero potenziata, accantonata nel primo e nel quarto da un giglio di rosso posto in banda e nel terzo da una stella d'azzurro raggiata di sei; b) d'azzurro alle chiavi pontificie decussate, accompagnate in capo ed in punta da due gigli d'oro; c) di rosso ad una fronda di quercia di tre rami, ciascuno fruttato di una ghianda d'oro. D.P.R. del 23 aprile 1979 Gonfalone: Drappo troncato di rosso e di bianco riccamente ornato di ricami d'argento e caricato dello stemma sopra descritto con la iscrizione centrata in argento: Comune di Sefro. |                      |
|                                                        | Serrapetrona Gonfalone: drappo di bianco… |                      |
| Stemma nella versione aulica                           | Serravalle di Chienti Gonfalone: drappo di azzurro… |                      |
|                                                        | Tolentino Di rosso alla fascia d'argento. Ornamenti esteriori da città. R.D. del 23 aprile 1942 Gonfalone: Drappo di rosso al palo di bianco, ornato di ricami d'oro, caricato dello stemma sopra descritto, con l'iscrizione centrata in oro: Città di Tolentino. Le parti di metallo ed i cordoni saranno dorati. |                      |
|                                                        | Treia D'azzurro ai tre monti di oro, ciascuno di tre cime, terrazzati di verde, cimati da due rose pure d'oro, gambute e fogliate del medesimo, bottonate di rosso. R.D. del 22 settembre 1937 Gonfalone: Drappo di rosso… |                      |
|                                                        | Urbisaglia D'azzurro alla pianura d'oro, al San Giorgio armato di tutto punto di acciaio al naturale, l'elmo ornato dal pennacchio di rosso, il viso e il collo di carnagione, aureolato d'oro. afferrante con la mano sinistra la lancia di nero posta in sbarra, il Santo cavalcante il cavallo di rosso con i finimenti di verde e la gualdrappa dello stesso, con gli arti anteriori sollevati, il Santo in atto di colpire con la lancia il drago di verde, allumato di rosso, attraversante sulla pianura, con la testa rivolta, con la coda posta fra gli arti posteriori del cavallo, essi arti sostenuti dalla pianura D.P.R. del 4 ottobre 2001 Gonfalone: drappo di rosso… |                      |
|                                                        | Ussita Di azzurro, al prato erboso di verde, fondato in punta e uscente dai fianchi, cimato dall'alta montagna di verde, parzialmente uscente dai fianchi, esso prato caricato dal bue fermo, d'oro. Ornamenti esteriori da Comune. D.P.R. del 25 gennaio 2005 Gonfalone: Drappo di giallo con la bordatura di verde… D.P.R. del 25 gennaio 2005 |                      |
|                                                        | Valfornace |                      |
| Stemma nella versione sannitica Stemma secondo blasone | Visso D'azzurro, al ponte in pietra, d'argento a tre archi, fondato sopra un fiume del campo, fluttuoso d'argento; il ponte sostenente a destra una torre, a sinistra una pecora, il tutto d'argento. R.D. del 7 ottobre 1900, RR.LL.PP. del 30 ottobre 1900 Gonfalone: drappo di azzurro… |                      |

## Ex comuni
| Stemma        | Ex comune e blasonatura                                                                                         | Gonfalone e/o bandiera |
| ------------- | --- | ---------------------- |
| Stemma in uso | Acquacanina (dal 2017 annesso al comune di Fiastra) Gonfalone: drappo interzato di verde di bianco e di rosso…  |                        |
|               | Fiordimonte (dal 2017 soppresso per la costituzione del comune di Valfornace) Gonfalone: drappo di azzurro…     |                        |
|               | Pievebovigliana (dal 2017 soppresso per la costituzione del comune di Valfornace) Gonfalone: drappo di azzurro… |                        |
|               | Porto Civitanova (dal 1938 annesso al comune di Civitanova Marche)                                              |                        |